# Chrodegang

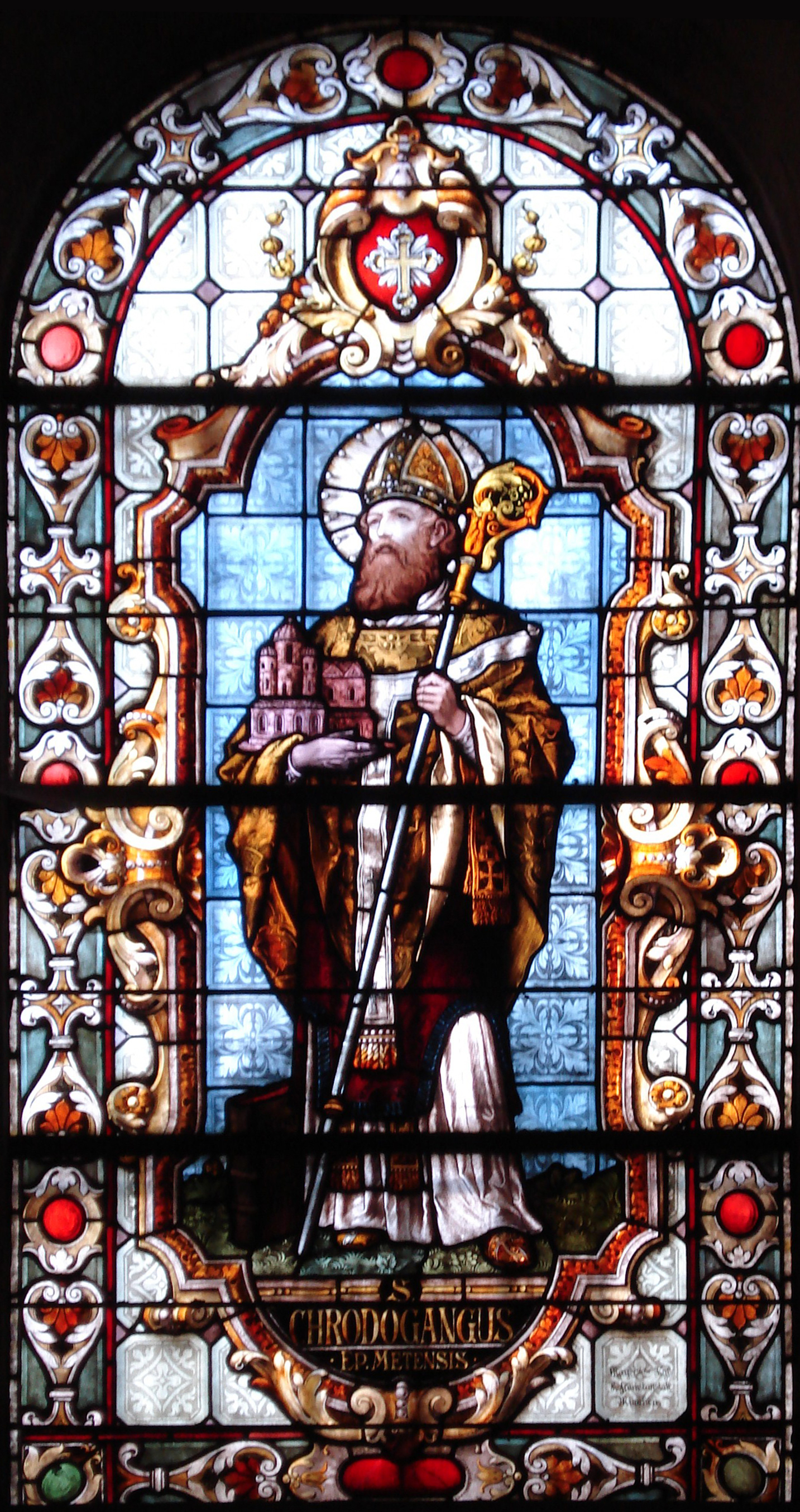
Chrodegang, Glas-in-lood in de Sainte Glossinde-kapel in Metz.

Chrodegang van Metz (712 - Gorze, 6 maart 766), was een,  later heilig verklaarde, Frankische bisschop en kloosterstichter. Hij is ook bekend onder de namen Chrodegand, Godegrand, Gundigran, Ratgang, Rodigang en Sirigang. Zijn feestdag in de Katholieke en Lutherse Kerk is 6 maart.

## Levensloop
- 712: Chrodegang wordt geboren in Haspengouw (Austrasië. Hij wordt opgeleid in de Abdij van Sint-Truiden.
- 732: Chrodegang wordt aangesteld aan het hof van Karel Martel.
- 737: Hij wordt benoemd tot kanselier aan het hof.
- 742: Chrodegang wordt bisschop van Metz, de hoofdstad van Austrasië.
- 748: Hij sticht de Abdij van Gorze, die snel groeit en van daaruit nieuwe stichtingen mogelijk maakt.
- 751: Pepijn de Korte laat zich tot koning van de Franken zalven te Soissons.
- 752: Pepijn de Korte zendt Chrodegang naar Rome ter ondersteuning van paus Stephanus II (III), die bedreigd wordt door de Lombarden.
- 753-755: Chrodegang begeleidt de paus gedurende diens verblijf in Francië. In deze periode neemt hij actief deel aan verschillende kerkvergaderingen.
- 754: Chrodegang wordt na de dood van Bonifatius tot aartsbisschop en metropoliet benoemd. Hij hervormt het kloosterwezen.
- 764 Hij ontvangt van de paus verschillende belangrijke relikwieën, die hij schenkt aan de Abdij van Gorze (Sint-Gorgon), die van Saint-Avold (Sint-Nabor) en aan de Abdij van Lorsch (Sint-Nazaire). (Deze laatste abdij is sinds 1991 opgenomen op de Werelderfgoedlijst van UNESCO.)
- 764-765: Chrodegang is de eerste abt van de Abdij van Lorsch.
- 766: Chrodegang overlijdt in Metz en wordt in Gorze begraven.

## Hervormingen van het religieuze leven
Chrodegang doet verschillende voorstellen om het kerkelijk leven te verbeteren. 
Een collegiale kerk heeft voortaan een kapittel van 12 seculiere kanunniken. Dat wil zeggen dat iemand kanunnik kan worden zonder zich tot priester, diaken of subdiaken te laten wijden. Hij kan ook te allen tijde van deze waardigheid weer afstand doen.  Aan het hoofd van een kapittel staat een proost. Het kapittel staat in voor de bediening van de sacramenten, het opdragen van het Heilige Officie en de prediking.
De kanunniken worden betaald door het derde deel van de tienden die aan de gelovigen worden opgelegd. 
Deze regel van Chrodegang werd 4 eeuwen later in de 12e eeuw door Rome afgeschaft (Zie Norbertus).

## Hervorming van de liturgische zang
In 754 draagt Pepijn de Korte Chrodegang op om de liturgie en de begeleidende zang te hervormen.
Het resultaat is een versmelting van Frankische gebruiken met Romeinse tradities. Dat is zowel het geval voor de liturgie als voor de zang.
De zang die zo ontstond werd genoemd chant messin (messin wil zeggen van Metz). Een eeuw later zal men deze zangstijl "gregoriaans" gaan noemen.
Van de 8e tot de 12e eeuw groeit Metz uit tot een van de belangrijkste muzikale scholen van Europa, samen met Sankt Gallen (Zwitserland), Reims en Chartres (Frankrijk).